# Hideo Hashimoto
Hideo Hashimoto (橋本 英郎, Hashimoto Hideo) est un footballeur japonais né le 21 mai 1979 à Osaka au Japon.